# Lavardac
Lavardac (en francès Lavardac) és un municipi francès situat al departament d'Òlt i Garona i a la regió de la Nova Aquitània.

## Demografia
| 1962                                       | 1968  | 1975  | 1982  | 1990  | 1999  | 2007  |
| ------------------------------------------ | ----- | ----- | ----- | ----- | ----- | ----- |
| 2.297                                      | 2.376 | 2.532 | 2.573 | 2.454 | 2.261 | 2.316 |
| Des de 1962: població sense dobles comptes |       |       |       |       |       |       |

## Administració
| Període | Identitat        | Partit |
| ------- | ---------------- | ------ |
| 2001-   | Etienne Gauteron | UMP    |

## Agermanaments
- Michel Périn, ciclista.